# Longling

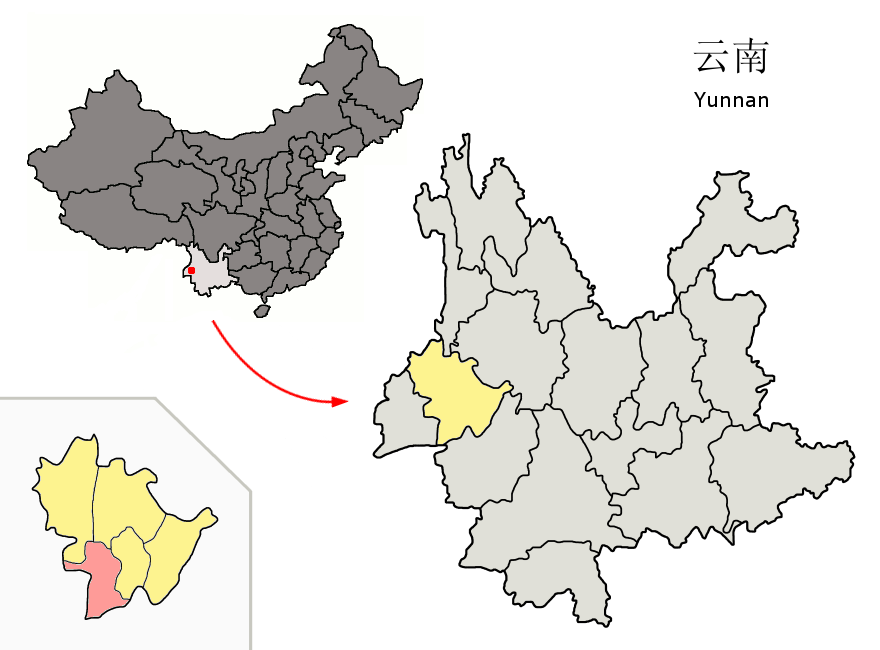
Lage des Kreises Longling (rosa) in der bezirksfreien Stadt Baoshan (gelb)

Der Kreis Longling (chinesisch 龙陵县, Pinyin Lónglíng Xiàn) ist ein Kreis der bezirksfreien Stadt Baoshan im Westen der chinesischen Provinz Yunnan. Er hat eine Fläche von 2.816 km² und zählt 272.769 Einwohner (Stand: Zensus 2020). Sein Hauptort ist die Großgemeinde Longshan (龙山镇).
Das ehemalige Stätte des Songshan-Schlachtfeldes (Songshan zhanyi jiuzhi 松山战役旧址) (1944, im Antijapanischen Krieg) steht seit 2006 auf der Liste der Denkmäler der Volksrepublik China (6-1063).

## Administrative Gliederung
Auf Gemeindeebene setzt sich der Kreis aus zwei Großgemeinden und neun Gemeinden (davon eine Nationalitätengemeinde) zusammen. Diese sind:
- Großgemeinde Longshan 龙山镇
- Großgemeinde Zhen’an 镇安镇

- Gemeinde Hetou 河头乡
- Gemeinde Longjiang 龙江乡
- Gemeinde Lameng 腊勐乡
- Gemeinde Bizhai 碧寨乡
- Gemeinde Longxin 龙新乡
- Gemeinde Xiangda 象达乡
- Gemeinde Pingda 平达乡
- Gemeinde Mengnuo 勐糯乡
- Gemeinde Mucheng der Yi und Lisu 木城彝族傈僳族乡